# Hemoglobina glicada (HbA1c)
Hemoglobina glicada, também abreviada como HbA1c, é uma forma de hemoglobina presente naturalmente nos eritrócitos humanos que é útil na identificação de altos níveis de glicemia durante períodos prolongados. Este tipo de hemoglobina é formada a partir de reações não enzimáticas entre a hemoglobina e a glucose. Quanto maior a exposição da hemoglobina a concentrações elevadas de glucose no sangue, maior é a formação da hemoglobina glicada. Os processos de reação entre a glicose e a hemoglobina que se dão facilitados por enzimas é chamado de glicosilação. A glicosilação é um processo enzimático, responsável pela ligação de açúcares a proteínas, lipídeos e outras moléculas orgânicas, produzindo diversos importantes biopolímeros, enquanto a glicação é um processo espontâneo, não-enzimático e não controlado em que ocorre alteração de moléculas como proteínas em consequência de exposição a açúcares, como em casos de hiperglicemia.

## Princípio
Em casos normais, o tempo médio de vida de um glóbulo vermelho é de cerca 120 dias. Durante este período, a hemoglobina presente dentro dos glóbulos vermelhos fica exposta a certos elementos como a glicose plasmática. Desta forma e dependendo da concentração de glucose plasmática, a glucose vai reagir com a hemoglobina de forma espontânea e não enzimática, formando-se assim a hemoglobina glicada. Esta reacção é irreversível. Este fenómeno é mais marcante em indivíduos com diabetes não controlados, pois os seus níveis de glucose plasmática são mais elevados que o normal.
Bioquimicamente, a glucose reage com as cadeias β da hemoglobina do tipo A (α2β2). Este tipo de hemoglobina é, de longe, a que se encontra em maiores concentrações em indivíduos adultos normais (mais de 95%). Da designação de hemoglobina A1c, o "c" representa a fracção de hemoglobina glicada separada da restante hemoglobina não glicada.

## Utilidade clínica
Como esta reacção é irreversível, a hemoglobina glicada permite identificar a concentração média de glicose no sangue durante períodos longos de tempo, ignorando alterações de concentração episódicas. Isto é útil no diagnóstico de diabetes, mesmo que o doente se abstenha de consumir produtos com glucose dias antes da consulta, de forma a esconder a sua situação ou a incorrecta ingestão de alimentos, tendo em conta a sua condição. Também se evita assim que certos factores que alteram a concentração de glucose do sangue por curtos períodos (como por exemplo, o stress) possam indicar um falso diagnóstico.

### Importância do controle no diabetes
Um abrangente estudo observacional sueco, publicado em 2012, demonstrou que a diminuição de 1% nos valores de hemoglobina glicada em pacientes diabéticos idosos pode representar até 50% a mais de tempo de vida. A pesquisa acompanhou mais de 12 mil pessoas ao longo de quatro anos e positivamente correlacionou taxas 50% menores de mortes devidas à doenças cardiovasculares à diminuição nos valores de HbA1c.

## Interpretação dos resultados
A partir da comparação dos valores de hemoglobina glicada com os valores médios de glucose plasmáticas em humanos, foi possível a construção da seguinte tabela:
| HbA1c (%) | Glicemia média (mmol/L) | Glicemia média (mg/dL) |
| --------- | ----------------------- | ---------------------- |
| 5         | 4.5                     | 80                     |
| 6         | 6.7                     | 120                    |
| 7         | 8.3                     | 150                    |
| 8         | 10.0                    | 180                    |
| 9         | 11.6                    | 210                    |
| 10        | 13.3                    | 240                    |
| 11        | 15.0                    | 270                    |
| 12        | 16.7                    | 300                    |